# Cristiano Demócrata y Flamenco
Cristiano-Demócrata y Flamenco o Partido Cristiano-Demócrata y Flamenco (CD&V, en neerlandés: Christen-Democratisch en Vlaams) es un partido político belga. 
Hasta el 2001 su nombre oficial era Partido Cristiano Popular (del francés: Parti populaire chrétien), el partido forma parte del Partido Popular Europeo. Entre las personalidades que militant en él está el ex-primer ministro de Bélgica, Herman Van Rompuy (Presidente del Consejo Europeo de 2010 a 2012). En origen el CD&V se declaraba como demócrata cristiano, pero esta definición ha sido sustituida por el concepto de bien común.

## Historia
El CD&V se puede considerar sucesor de los partidos católicos o de derecha belgas de antes de la II Guerra Mundial es decir, Katholieke Partij (1884-1921), Katholieke Unie (1921-1936) y Katholieke Blok (1936-1945), y del Christelijke Volkspartij/Parti Social Chrétien (CVP-PSC) fundado el 18-19 de agosto de 1945, que se separaría en dos partidos, uno neerlandófono y otro francófono, tras la crisis lingüística de Lovaina. Las siglas CVP se mantendrían hasta 2001.
En las elecciones legislativas y regionales de 1999, el entonces CVP sufre un derrumbamiento político, debido a la mala gestión del Asunto Dutroux y de la crisis de la Dioxina, lo que hace que la oposición controle prácticamente todos los poderes. Tras la refundación en las siglas CD&V en 2001, las elecciones legislativas de 2003 debilitaron aún más su posición a nivel federal.
En las elecciones regionales de 2004, el CD&V presentó una lista común junto con la formación nacionalista flamenca Nieuw-Vlaamse Alliantie (Alianza Neo-Flamenca, N-VA, en neerlandés) y consigue un éxito. Vuelve pues al poder en la Región flamenca, en un gobierno de coalición junto con el Partido Socialista (Socialistische Partij Anders, SPA) y los Liberales y Demócratas Flamencos (Vlaamse Liberalen en Democraten, VLD).
El 22 de septiembre de 2008 la coalición de gobierno con la N-VA se desintegró como consecuencia de disensiones en los debates relativos a la reforma del Estado.
En las elecciones generales de Bélgica de 2010 obtuvo 707.986 votos, siendo el tercer partido más votado en Bélgica, disminuyendo sus votos en beneficio de la Nueva Alianza Flamenca respecto a las elecciones de 2007, obteniendo 17 escaños en la Cámara de Representantes; y 646.371 votos en las elecciones al Senado, obteniendo 4 escaños.

## Resultados electorales

### Elecciones federales
| Año  | Votos          | %     | Resultado | +/- | Gobierno  |
| ---- | -------------- | ----- | --------- | --- | --------- |
| 1971 | 967.701 (#1)   | 18,32 | 40/212    |     | Coalición |
| 1974 | 1.222.646 (#1) | 23,25 | 50/212    | 10  | Coalición |
| 1977 | 1.460.757 (#1) | 26,20 | 56/212    | 6   | Coalición |
| 1978 | 1.447.112 (#1) | 26,14 | 57/212    | 1   | Coalición |
| 1981 | 1.165.239 (#1) | 19,34 | 43/212    | 14  | Coalición |
| 1985 | 1.291.244 (#1) | 21,29 | 49/212    | 6   | Coalición |
| 1987 | 1.195.363 (#1) | 19,50 | 43/212    | 6   | Coalición |
| 1991 | 1.036.165 (#1) | 16,80 | 39/212    | 4   | Coalición |
| 1995 | 1.042.933 (#1) | 17,12 | 29/150    | 10  | Coalición |
| 1999 | 875.455 (#2)   | 14,09 | 22/150    | 7   | Oposición |
| 2003 | 870.749 (#3)   | 13,25 | 21/150    | 1   | Oposición |
| 2007 | 1.234.950 (#1) | 18,51 | 25/150    | 4   | Coalición |
| 2010 | 707.986 (#3)   | 10,85 | 17/150    | 8   | Coalición |
| 2014 | 783.040 (#3)   | 11,61 | 18/150    | 1   | Coalición |
| 2019 | 602.520 (#4)   | 8,89  | 12/150    | 6   | Coalición |
| 2024 | 557.392 (#7)   | 7,98  | 11/150    | 1   | Coalición |

### Elecciones al Parlamento Flamenco
| Año  | Votos          | %     | Resultado | +/- | Gobierno  |
| ---- | -------------- | ----- | --------- | --- | --------- |
| 1995 | 1.010.505 (#1) | 26,78 | 37/124    |     | Coalición |
| 1999 | 857.732 (#1)   | 22,09 | 30/124    | 7   | Oposición |
| 2004 | 1.060.580 (#1) | 26,09 | 29/124    | 1   | Coalición |
| 2009 | 939.873 (#1)   | 22,86 | 31/124    | 2   | Coalición |
| 2014 | 860.694 (#2)   | 20,48 | 27/124    | 4   | Coalición |
| 2019 | 652.766 (#3)   | 15,40 | 19/124    | 8   | Coalición |
| 2024 | 571.137 (#4)   | 13,04 | 16/124    | 3   | Coalición |

### Elecciones al Parlamento de Bruselas-Capital
| Año  | Votos       | %    | Resultado | +/-         | Gobierno  |
| ---- | ----------- | ---- | --------- | ----------- | --------- |
| 1989 | 18.523 (#6) | 4,23 | 4/75      |             | Coalición |
| 1995 | 13.586 (#6) | 3,29 | 3/75      | 1           | Coalición |
| 1999 | 14.284 (#6) | 3,18 | 3/75      | Sin cambios | Coalición |
| 2004 | 10.482 (#9) | 2,31 | 3/89      | Sin cambios | Coalición |
| 2009 | 7.696 (#9)  | 1,58 | 3/89      | Sin cambios | Coalición |
| 2014 | 6.105 (#14) | 1,24 | 2/89      | 1           | Coalición |
| 2019 | 5.231 (#14) | 1,14 | 1/89      | 1           | Oposición |
| 2024 | 5.102 (#14) | 1,09 | 1/89      | Sin cambios | ¿?        |